# Alexandre Glais-Bizoin
Alexandre Olivier Glais-Bizoin, dit également « Glais de Bizoin », né le 11 mars 1800 à Quintin et mort le 6 novembre 1877 à Saint-Brieuc, est un homme politique français, député des Côtes-du-Nord sous la monarchie de Juillet, siégeant à l'extrême-gauche. 

## Biographie
Issu d'une riche famille des Côtes-du-Nord, petit-fils d'Olivier Glais-Bizoin (1742-1801), négociant en toiles à Bizoin (en Merléac) et député en 1791, Alexandre Glais de Bizoin fit des études de droit mais, une fois reçu avocat (1822), négligea le barreau pour la politique. Homme de gauche, il lutta avec les libéraux contre les Bourbons de la branche aînée.
Après la révolution de 1830, il fut nommé membre du conseil général des Côtes-du-Nord et se fit élire député le 5 juillet 1831 dans le 6e collège de ce département (Loudéac). Il prit place à l'extrême-gauche et fut constamment réélu pendant toute la durée du règne de Louis-Philippe : le 21 juin 1834, le 4 novembre 1837, le 2 mars 1839, le 9 juillet 1842 et le 1er août 1846.
« Adversaire déterminé de la politique gouvernementale, il se signala moins par ses discours que par ses interruptions », selon le Dictionnaire des parlementaires français, signa le compte rendu de 1832, harcela le pouvoir de ses interpellations et de ses critiques et s'employa surtout à réclamer la diminution de l'impôt du sel et de la taxe sur les lettres, et la suppression du timbre des journaux. Il se prononça contre les lois de septembre 1835 et se montra, contrairement à la très grande majorité des parlementaires, hostile à la translation des cendres de Napoléon Ier : « Les idées bonapartistes, dit-il, sont une des plaies vives de notre temps ; elles représentent ce qu'il y a de plus funeste pour l'émancipation des peuples, de plus contraire à l'indépendance de l'esprit humain ».
Dans le cadre du système postal, il est connu pour avoir proposé l'adoption d'un tarif unique d'envoi d'une lettre, indépendant de la distance. Il se battit pour l'adoption du tarif postal unique entre 1839 et 1847, finalement adopté en 1848, mais n'eut en revanche que peu de chose à voir avec l’adoption du timbre pour l'affranchissement, contrairement à la légende. L'Assemblée adopta finalement l'idée en 1847, une dizaine d'années après la proposition de Glais-Bizoin.

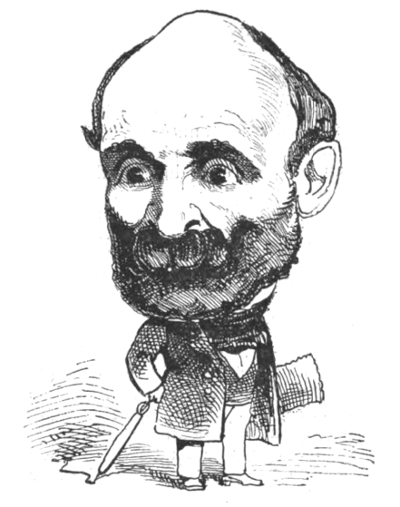
Caricature parue en 1874 dans Le Trombinoscope de Touchatout.

Il vota contre l'indemnité Pritchard, pour les propositions de réforme électorale, et prit une part active à la campagne des banquets. Après s'être associé à la demande de mise en accusation du ministère Guizot, il se rallia à la Deuxième République et fut élu à l'Assemblée constituante par le département des Côtes-du-Nord le 23 avril 1848, puis de 1863 à 1869 et député de la Seine en 1869. En 1870, le 4 septembre, il est l'un des « douze » qui proclament la République et il participe au Gouvernement de la Défense nationale, présidé par le général Trochu en tant que ministre sans portefeuille et est un des trois membres du nouveau gouvernement envoyés à Tours, puis à Bordeaux, pour y improviser, sous la direction d'Adolphe Crémieux, des services gouvernementaux, mais son rôle fut très effacé.
En 1868, il fut l'un des fondateurs du journal la Tribune et en 1870 il engagea Émile Zola comme secrétaire.
Non réélu aux élections législatives de février 1871, il quitte alors la vie politique ; il mourut en 1877 à Saint-Brieuc où il était conseiller municipal depuis 1870.
Il avait épousé en 1833, Elisa d'Abbadie d'Arrast, la sœur aînée d'Antoine d'Abbadie d'Arrast, d'Arnauld Michel d'Abbadie d'Arrast et de Charles d'Abbadie d'Arrast. Le couple n'eut pas d'enfant.

## Hommages
La Poste lui rend hommage en émettant un timbre à son effigie le 17 mars 2014.
Une place porte son nom dans le centre-ville de Saint-Brieuc, et son buste en marbre, œuvre du sculpteur Charles-Paul Foulonneau, est conservé au musée d'Art et d'Histoire de Saint-Brieuc.

## Livre
Il a publié en 1872 "Dictature de cinq mois. Mémoires pour servir à l'histoire du gouvernement de la Défense nationale et de la délégation de Tours et de Bordeaux".

## Sources
- « Alexandre Glais-Bizoin », dans Adolphe Robert et Gaston Cougny, Dictionnaire des parlementaires français, Edgar Bourloton, 1889-1891 [détail de l’édition]
- René Huguen, Glais-Bizoin et le Grand dossier du chemin de fer, édité à compte d'auteur
- Nicolas Verdier, De l'égalité territoriale à la loi sociale, un député obstiné, Alexandre Glais-Bizoin, 1800-1877, Paris, Comité pour l'histoire de la Poste, 2003.
- Nicolas Verdier, « Passer du local au national, ou comment devient-on député sous la Restauration ? », CYBERGEO, Journée à l'EHESS (École des Hautes Études en Sciences Sociales). Échelles et territoires, Paris, France, 29 avril 2002, article 270 mis en ligne le 10 mai 2004, modifié le 27 avril 2007.